# Triptaner
Triptanerne er en gruppe af tryptamin-baserede medikamenter, der bruges til at lindre migræne og Hortons hovedpine. De har været brugt siden 1990'erne. De er effektive som lindring af akut hovedpine, men de kan hverken forebygge eller helbrede årsag til smerten. Triptanerne omfatter stofferne sumatriptan (Imitrex, Imigran), rizatriptan (Maxalt), naratriptan (Amerge, Naramig), zolmitriptan (Zomig), eletriptan (Relpax), almotriptan (Axert, Almogran) og frovatriptan (Frova, Migard).

## Stofferne i kroppen
Under et migrænanfald aktiveres den såkaldte trigeminusnerve, ansigtsnerven. Den afgiver nogle bestemte signalstoffer, som medfører, at blodkarrene i hjernen udvides. Samtidig bliver nerverne omkring disse blodkar mere følsomme for smerte. Triptanerne stimulerer de serotoninreceptorer, som mest findes på pulsårer i hjernen og kun i mindre omfang på lemmernes pulsårer. Derfor har de den virkning, at blodkarrene trækker sig sammen og mindsker frigivelsen af stoffer, som udvider dem. Sandsynligvis nedsætter disse medikamenter også smerten fra nerverne omkring blodkarrene.
Triptanerne nedbrydes i leveren, hvor rizatriptan og zolmitriptan omdannes til aktive nedbrydningsprodukter. Hvis man sammenligner de forskellige præparaters virkningsfuldhed (målt som et fald i hovedpinen fra svær eller moderat til ingen eller mild efter 2 timer) giver naratriptan en lindring på ca. 20%, mens almotriptan, eletriptan, frovatriptan, sumatriptan, zolmitriptan og rizatriptan giver 30-35% lindring.
Tilbagevendende smerte opstår hos 20-40% af patienterne, og det skyldes sikkert, at triptanerne nedbrydes hurtigt i kroppen. Frovatriptan har en lang nedbrydningstid (mængden falder til det halve på 26 timer) og giver også kun 17% tilbagevendende smerte. Ved genopstået smerte behandler man med en ny dosis, – men kun hvis der har været god virkning af den første dosis.

## Anvendelsesområde
Triptanerne bruges til lindring af migræneanfald, og stoffet sumatriptan kan desuden bruges som indsprøjtning til lindring af Hortons hovedpine. Hvis man giver sumatriptan som indsprøjtning under huden giver det ca. 50% lindring efter 1 time. Ved undersøgelser, hvor man sammenlignede direkte og kontrolleret inden for 2 timer, har det vist sig, at rizatriptan i tabletform virker hurtigere end sumatriptan i tabletform. Tabletbehandling giver ved alle præparater en begyndende lindring efter 0,5-1 time. Derimod kan man skaffe patienten en hurtigere virkning, når stofferne gives ved indsprøjtning eller som næsespray.
Derimod har triptanerne ingen eller kun svag virkning over for hovedpiner af spændingstypen. Overforbrug af medicin kan i sig selv give hovedpine, og triptaner bør ikke gives hyppigere end 9 dage pr. måned.

## Graviditet
Der er ikke (2008) oplysninger om fosterskader, opstået ved brug af triptaner under graviditeten, men der findes kun få erfaringer, og derfor bør stofferne så vidt muligt ikke bruges under graviditeten. Hvis det alligevel bliver nødvendigt, bør man foretrække sumatriptan, som man har mest viden om: Ud af over 1.500 registrerede tilfælde, hvor fosteret blev udsat for sumatriptan i livmoderen fandt man ikke flere misdannelser end dem, man må forvente i befolkningen som helhed.

## Eksterne lilnks
- Triptaner på medicin.dk